# Tomás Piñas
Tomás Piñas Bermúdez (Granada, 8 de julio de 1982)  es un deportista español que compitió en tenis de mesa adaptado. Ganó una medalla de bronce en los Juegos Paralímpicos de Pekín 2008 en la prueba individual (clase 3).

## Biografía
Tomás Piñas nació el 8 de julio de 1982 en Granada, España. A los 11 años se sometió a una operación médica de riesgo en la columna y la médula se vio afectada, lo que le produjo una paraplejía del tren inferior.

## Palmarés internacional
| Juegos Paralímpicos | Juegos Paralímpicos | Juegos Paralímpicos | Juegos Paralímpicos |
| Año                 | Lugar               | Medalla             | Prueba              |
| ------------------- | ------------------- | ------------------- | ------------------- |
| 2008                | Pekín (China)       | Medalla de bronce   | Individual 3        |